# Markhal, Homnabad
Markhal là một làng thuộc tehsil Homnabad, huyện Bidar, bang Karnataka, Ấn Độ.